# Дружба (футбольный клуб, Мировка)
«Дружба» (укр. Дружба) — украинский футбольный клуб из села Мировка Киевской области. В сезоне 2023/24 выступал во Второй лиге чемпионата Украины. Домашние матчи проводил на стадионе «Дружба», в городе Кагарлык.

## История
Годом создания клуба считается 1961. Команда с перерывами участвовала в районных и областных соревнованиях, в 80-х считаясь одним из ведущих клубов Кагарлыкского района, однако в 90-х коллектив был расформирован.
В 2019 году клуб был возрожден, при содействии местного бизнесмена Александра Онищенко. В дебютном сезоне став победителем чемпионата и кубка Кагарлыкского района, уже в 2020 году команда стала участником чемпионата Киевской области, где одержала уверенную победу в областном первенстве (выиграв 20 матчей из 22) и получила право выступать в высшей областной лиге. В следующем сезоне «Дружба» завоевала бронзовые награды чемпионата Киевщины и стала финалистом областного кубка. В сезоне 2021/22 коллектив впервые принял участие в любительском кубке Украины, где смог выйти в полуфинал, однако из-за вторжения в Украину российских войск розыгрыш был прерван. В 2022 году «Дружба» дебютировала в любительском чемпионате страны, где с первой попытки стала победителем, обыграв в финале иванковский «Штурм». Также в сезоне 2022/23 команда стала обладателем любительского кубка Украины и выиграла все турниры на уровне области: чемпионат, кубок и суперкубок Киевщины.
В 2023 году клуб прошёл аттестацию ПФЛ Украины для участия во второй лиге чемпионата страны. Первую игру на профессиональном уровне «Дружба» провела 2 августа 2023 года, на домашнем стадионе уступив сумской «Виктории» в матче предварительного раунда Кубка Украины со счетом 1:2, первый «профессиональный» гол команды забил Иван Сомов. Уже спустя пять дней команда дебютировала во второй лиге, в Кагарлыке разгромив николаевский «Васт» со счётом 7:1. По итогам сезона «Дружба» стала победителем второй лиги и получила право на выход в первый дивизион, однако вскоре клуб заявил о приостановке выступлений. Со слов руководства коллектива причиной стала невозможность обеспечить бронирование от мобилизации для игроков и персонала клуба

## Достижения
- Вторая лига Украины:
  - Победитель: 2023/24
- Чемпионат Киевской области
  - Победитель: 2023
  - Бронзовый призёр: 2021
- Кубок Киевской области
  - Обладатель: 2023
- Суперкубок Киевской области
  - Обладатель: 2023
- Любительский чемпионат Украины
  - Победитель: 2022/23
- Любительский кубок Украины
  - Победитель: 2022/23